# Мольча (посёлок)

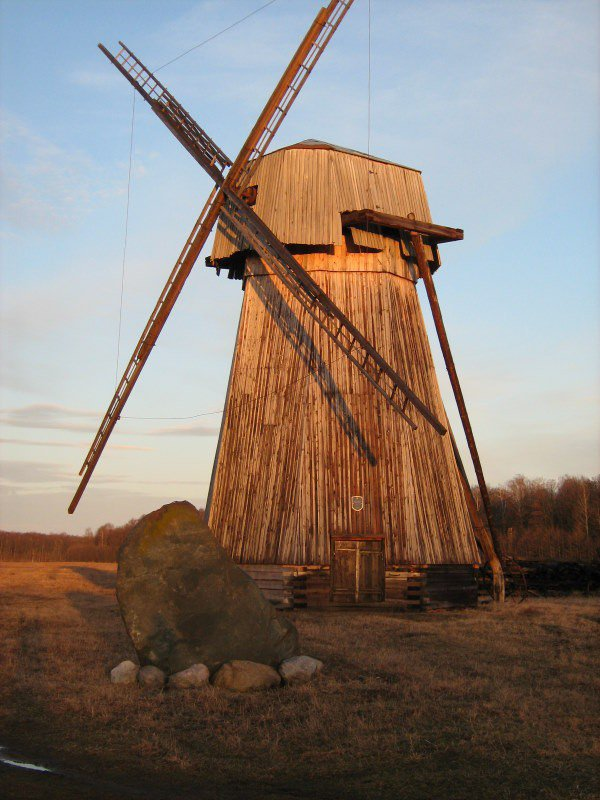
Ветряная мельница около посёлка Мольча (XIX в.)

Мольча (бел. Мо́льча) — посёлок в Чирковичском сельсовете Светлогорского района Гомельской области Республики Беларусь.

## География

### Расположение
В 11 км на северо-запад от Светлогорска, 12 км от железнодорожной станции Светлогорск-на-Березине (на линии Жлобин — Калинковичи), 121 км от Гомеля.

### Гидрография
На севере и востоке мелиоративные каналы, соединённые с рекой Чирка (приток реки Жердянка).

## Транспортная сеть
Транспортные связи по просёлочной, затем автомобильной дороге Светлогорск — Паричи. Планировка состоит из прямолинейной улицы, ориентированной с юго-востока на северо-запад. Застройка двусторонняя, деревянная, усадебного типа.

## История
Основана в начале XX века. Наиболее активная застройка приходится на 1920-е годы. В 1925 году в Чирковичском сельсовете Паричского Бобруйского округа. В 1931 году организован колхоз «Победа», работала кузница.

## Население

### Численность
- 2004 год — 37 хозяйств, 55 жителей

### Динамика
- 1925 год — 24 двора
- 1930 год — 34 двора, 184 жителя
- 1959 год — 261 житель (согласно переписи)
- 2004 год — 37 хозяйств, 55 жителей

## Достопримечательность
- Деревянная ветряная мельница (XIX век) —  Историко-культурная ценность Республики Беларусь, шифр 313Г000765. Расположена около посёлка Мольча, в Миколин Остров.